# Alwin Otten
Alwin Otten (* 9. April 1963 in Meppen) ist ein ehemaliger deutscher Leichtgewichts-Ruderer. Er gewann von 1985 bis 1989 bei Weltmeisterschaften zwei Titel, zwei Silbermedaillen und eine Bronzemedaille.

## Karriere
Alwin Otten vom Wassersportverein Meppen belegte 1981 im Einer den sechsten Platz bei den Junioren-Weltmeisterschaften. 1982 wurde er in der Erwachsenenklasse hinter Olaf Reichelt Zweiter im Leichtgewichts-Einer. Seinen ersten deutschen Meistertitel gewann Otten 1984 im Leichtgewichts-Achter. Bei den Weltmeisterschaften 1984 belegte er mit dem Achter den siebten Platz. 1985 gewann Otten die deutschen Meistertitel im Leichtgewichts-Achter und im Leichtgewichts-Vierer ohne Steuermann. Bei den Weltmeisterschaften 1985 gewann der deutsche Leichtgewichts-Vierer mit Alwin Otten, Frank Rogall, Thomas Jäckel und Wolfgang Birkner den Titel vor den Booten aus Italien und aus den USA. Wie 1985 gewann Otten auch 1986 zwei deutsche Meistertitel, neben dem Leichtgewichts-Vierer ohne Steuermann war er auch im Leichtgewichts-Doppelvierer erfolgreich, wobei Birkner und Otten in beiden Meister-Booten ruderten. Bei den Weltmeisterschaften 1986 und 1987 gewann Alwin Otten jeweils die Silbermedaille im Leichtgewichts-Achter.
1987 belegte Alwin Otten im Leichtgewichts-Einer hinter Christian-Georg Warlich den zweiten Platz bei den deutschen Meisterschaften. 1988 siegte Otten und 1989 war er Zweiter hinter Björn Gehlsen. Bei den Weltmeisterschaften 1988 siegte Otten im Leichtgewichts-Einer vor dem Niederländer Frans Göbel. 1989 gewann Otten Bronze hinter Frans Göbel und dem Belgier Wim van Belleghem. 1990 belegte Otten mit dem Leichtgewichts-Achter den vierten Platz bei den Weltmeisterschaften 1990.
Alwin Otten leitet in Meppen seinen eigenen mittelständischen Handwerksbetrieb in der Energietechnik.